# Mường Do
Mường Do là một xã thuộc huyện Phù Yên, tỉnh Sơn La, Việt Nam.
Xã có diện tích 91,03 km², dân số năm 1999 là 2.751 người, mật độ dân số đạt 30 người/km².